# Bely (vulkaan)
De Bely (Russisch: Белый) is een schildvulkaan in het noordelijk deel van het Centraal Gebergte in het centrale deel van het Russische schiereiland Kamtsjatka. De vulkaan dateert uit het einde van het Kwartair en bevat aan de top een kleine stratovulkaan. Ten zuiden en oosten van de vulkaan bevinden zich de kleinere schildvulkanen Sergejeva en Kevenejtoenoep, waarvan de laatste met 2133 meter net iets boven de Bely uitsteekt. Ten zuidoosten van de vulkaan ligt de schildvulkaan Lagerny, die dateert uit het late Pleistoceen.